# Michael Shrieve
Michael Shrieve (ur. 6 lipca 1949 w San Francisco) – amerykański muzyk, kompozytor i producent muzyczny, członek kilku zespołów muzycznych, w tym Santana i Go. Znany ze współpracy z takimi artystami jak: Klaus Schulze, The Rolling Stones, Mick Jagger i inni.
W 1998 roku wprowadzony (jako członek zespołu Santana) do Rock and Roll Hall of Fame.
W 2011 roku głosami czytelników magazynu Rolling Stone wybrany jako jeden z najlepszych perkusistów wszech czasów (10. miejsce).

## Życiorys i kariera muzyczna

### Santana (1969–1974)

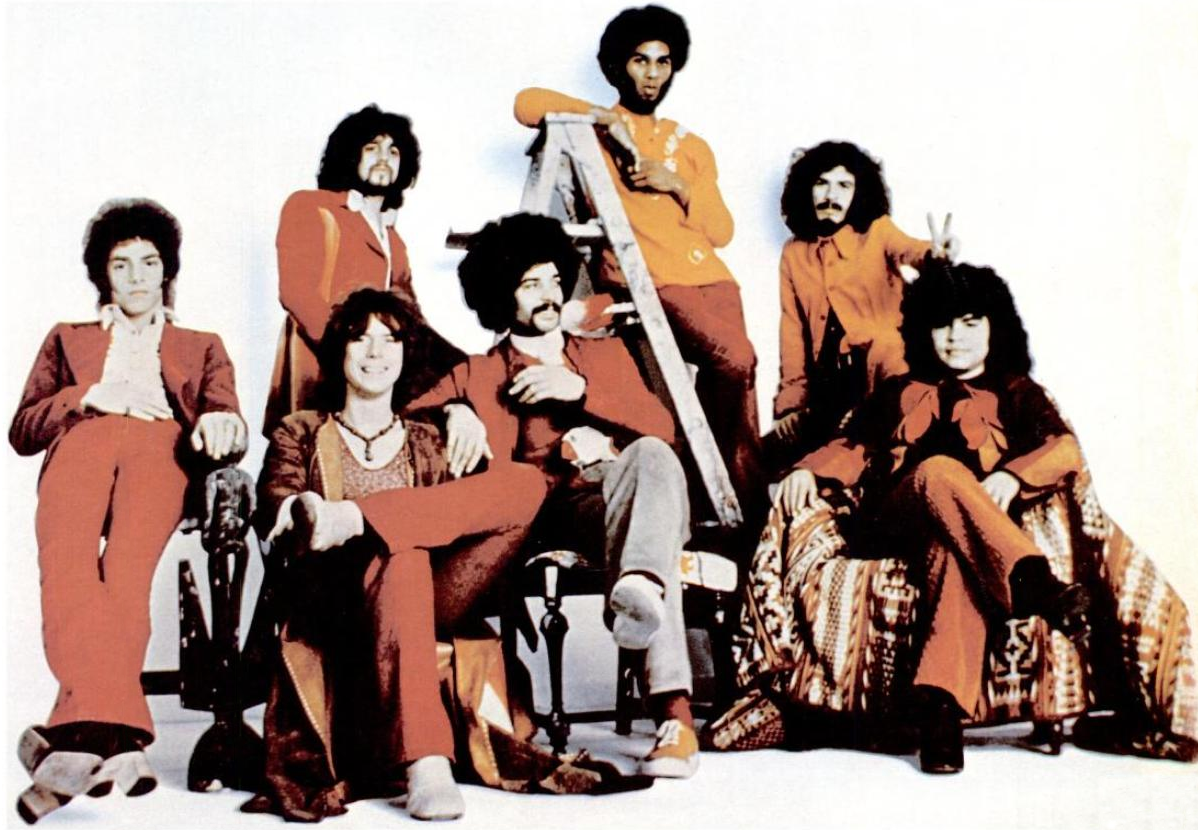
Zespół Santana w 1971. Shrieve siedzi, drugi od lewej

Michael Shrieve urodził się 6 lipca 1949 roku w San Francisco. Dorastał po wschodniej stronie Zatoki San Francisco, grając w zespole lokalnego klubu. San Francisco było centrum rozwijającej się sceny rockowej, na której występowali między innymi Carlos Santana, Jefferson Airplane i Sly and the Family Stone. Kiedy miał 16 lat, spotkał menedżera Santany, Stana Marcuma, i basistę Davida Browna na jam session w klubie Fillmore Auditorium. Jego gra zrobiła wrażenie na menedżerze. Kilka lat później Shrieve spotkał pozostałych członków zespołu Santana w studiu nagraniowym i został zaproszony na jam session, po którym zaproponowano mu członkostwo w zespole. Muzyka Santany była mieszanką hard rocka, muzyki afrykańskiej, latynoamerykańskiej i funkowej.
16 sierpnia 1969 roku, krótko po swoich 20. urodzinach Shrieve wystąpił z zespołem na Festiwalu w Woodstock. Był drugim najmłodszym muzykiem na scenie podczas całego trzydniowego koncertu. Wykonał solo perkusyjne w instrumentalnym utworze „Soul Sacrifice”, siódmym z ośmiu utworów, które wówczas zagrał zespół. Kiedy reżyser Michael Wadleigh montował nakręcony wówczas film dokumentalny Woodstock wybrał, jako najciekawszy fragment występu Santany, właśnie przedłużony jam „Soul Sacrifice” z udziałem sekcji perkusyjnej, który tworzyli, obok Shrievego, perkusjoniści grupy, Michael Carabello i José „Chepito” Areas. Shrieve, który w przeciwieństwie do nich nie był Latynosem, w wywiadzie z września 2016 roku stwierdził: „Miałem książkę, z której trochę ćwiczyłem, bardzo podstawowy podręcznik rytmów latynoskich autorstwa niejakiego Teda Reeda, ale nie miałem żadnego doświadczenia i słychać to w muzyce, ponieważ gram tak nieautentycznie. Starałem się po prostu dopasować do nich w taki sposób, aby czuć się dobrze. Nawet gdy gramy latynoskie rytmy, zawsze swinguję na talerzach jak perkusista jazzowy. Jest więc inaczej niż w przypadku perkusisty latynoskiego i z perspektywy czasu to właśnie stworzyło brzmienie naszej sekcji rytmicznej”.
Wkrótce po tym został wydany pierwszy album zespołu, zatytułowany jego nazwą, zawierający również solo perkusyjne „Soul Sacrifice”. Album doszedł do 4. miejsca na liście Billboard 200.
Shrieve zrealizował z Santaną kolejnych sześć albumów: Abraxas (1970) , Santana III (1971) (oba zajęły 1. miejsce na liście Billboard 200), Caravanserai (1972), Welcome (1973), Borboletta (1974) i album koncertowy Lotus w 1974 roku. Był współautorem czterech utworów na Caravanserai, a także współproducentem tego albumu.
Po odejściu z grupy założył z gitarzystą rockowym Patem Thrallem zespół Automatic Man, ktory nie odniosl jednak znaczącego sukcesu komercyjnego.

### Go (1976–1977)
W 1976 roku przystąpił do projektu Go japońskiego kompozytora Stomu Yamashity. Poza nim i założycielem skład zespołu tworzyli: Steve Winwood (śpiew, instrumenty klawiszowe), Al Di Meola (gitara) i Klaus Schulze (syntezatory), Z zespołem tym realizował kilka albumów: Go (1976), koncertowy Go Live from Paris (z tego samego roku) i Go Too (1977). Podczas koncertu Go w Paryżu Shrieve miał okazję improwizować z Klausem Schulzem. Po zakończeniu wspólnej sesji Schulze zaproponował mu współpracę w realizacji swoich płyt. Shrieve przyjął ofertę uczestnicząc w nagrywaniu płyt: Time Actor 1979, Tonwelle (1981, obu wydanych pod pseudonimem Wahnfried) oraz Trancefer (1981) i Audentity (1983).

### Późniejsza kariera
Przez większość lat 80. Shrieve mieszkał w Nowym Jorku, gdzie poznał swoją żonę, pochodzącą z Seattle. Kiedy urodził się ich pierwszy syn, Sam, przeprowadzili się do północnego Seattle. Siedem lat później urodził im się drugi syn, Cooper. Później rozwiedli się, ale Shrieve pozostał w Seattle, by być blisko swoich synów.
W 1997 roku dołączył do byłych muzyków Santany, Neala Schona, Gregga Rolie, José „Chepito” Areasa, Alphonso Johnsona i Michaela Carabello, aby nagrać album Abraxas Pool.
Od 1990 roku uczestniczył w festiwalu Bumbershoot w Seattle jako gospodarz, wykonawca i kurator popularnego programu Bumberdrum, w którym uczestniczyło wielu perkusistów. Był dyrektorem muzycznym pokazu przedmeczowego meczu gwiazd Major League Baseball w 2001 roku, którego gospodarzem byli Seattle Mariners; w pokazie wzięło udział ponad 80 perkusistów i tancerzy reprezentujących wiele krajów.
W kwietniu 2010 roku grał w jazz-rockowym zespole Spellbinder.
W 2013 roku wszedł razem z klawiszowcem Greggiem Roliem, gitarzystą Nealem Schonem i perkusjonistą Michaelem Carabello w skład reaktywowanego zespołu Santana, który przystąpił do nagrywania albumu Santana IV, wydanego w maju 2016 roku.
W maju 2024 roku wydał nakładem wytwórni 7D Media album Drums of Compassion, zrealizowany z udziałem takich muzyków jak: Babatunde Olatunji, Jack DeJohnette, Zakir Hussain, Airto Moreira i Trey Gunn (założyciel wytwórni). Album został pomyślany jako świadectwo artystycznej kariery Shrieve’a, obejmującej ponad pięćdziesiąt lat jego muzycznych poszukiwań i współpracy z niektórymi z najbardziej cenionych nazwisk w przemyśle muzycznym.

## Muzyka filmowa
Skomponował również muzykę do kilku filmów i programów telewizyjnych. Współpracował z reżyserem Paulem Mazurskym przy realizacji filmu The Tempest, skomponował muzykę do filmu Widok z sypialni w reżyserii Curtisa Hansona, a także do innych filmów i programów telewizyjnych.

## Współpraca
Nagrywał z takimi wykonawcami jak: Mick Jagger i Rolling Stones, George Harrison, Pete Townshend, Steve Winwood, Andy Summers, Mark Isham, John Mclaughlin, Stomu Yamashita, Klaus Schulze, Freddie Hubbard, Jaco Pastorius, Wayne Horvitz, Bill Frisell, Zakir Hussain, Airto Moreira i Amon Tobin.

## Wyróżnienia
W 1998 roku wprowadzony (jako członek zespołu Santana) do Rock and Roll Hall of Fame.
W 2005 roku otrzymał doroczną nagrodę Guitar Center – Lifetime Achievement Award.
W 2011 roku głosami czytelników magazynu Rolling Stone został wybrany jako jeden z najlepszych perkusistów wszech czasów (10. miejsce).

## Dyskografia
Lista według AllMusic:
- Transfer Station Blue (1984)
- In Suspect Terrain (1984)
- Through the Fire (1984, jako zespół Hagar Schon Aaronson Shrieve)
- Stiletto (1989)
- The Leaving Time (1989)
- The Big Picture (1989)
- Two Doors (1996)
- Fascination (2021)
- Drums of Compassion (2024)